# Ubayy ibn Khalaf
Ubayy ibn Khalaf (in arabo أبيّ بن خلف‎?; La Mecca, ... – 625) è stato un mercante arabo del clan dei Banū Jumaḥ dei Quraysh.

## Biografia
Catturato dai musulmani muhājirūn in occasione della battaglia di Badr, Ubayy era riuscito a recuperare la propria libertà versando il riscatto fissato.
Riprese le armi contro Maometto nella battaglia di Uhud (625). Attaccò lo stesso Profeta - difeso in quell'occasione da Muṣʿab ibn ʿUmayr (che rimase ucciso da Ubayy) e da Umm ʿUmara Nusayba - ma fu gravemente ferito, mentre era sul suo cavallo, da un colpo al collo vibratogli dallo stesso appiedato Maometto, che impiegò nell'occasione la lancia di al-Ḥārith ibn al-Ṣimma.
Ubayy morì nel 625 lungo la strada che da Medina lo riportava alla Mecca.

All'episodio si riferisce il versetto 17 della sūra VIII del Corano:
(trad. di Alessandro Bausani)